# Royens gata
Royens gata är en gata i Kvarnbyn i Mölndal. Den är cirka 280 meter lång och sträcker sig från Roten M / Franckegatan till Kvarnbygatan. Gatan fick sitt namn 1926 som Royensgatan, men Royens gata, tillsammans med Royens trappor, fastställdes 1995 i enlighet med det folkliga namnet, efter framställan från Mölndals hembygdsförening.
Namnet Royens gata är folkligt och belagt 1916. Namnkommittén föreslog att gatan skulle heta Klippgatan, men det folkliga och vedertagna Royensgatan antogs istället. Av någon anledning kom dock Klippgatan att användas.
Namnet kommer av släktnamnet Roy, som bars av tre bröder Roy, vilka utvandrade från Stirling i Skottland på 1780-talet. År 1803 köpte John Roy kvarnfallet 21 och uppförde den vita mangårdsbyggnaden. Sonen Charles kom senare att uppföra den röda tegelbyggnaden på gården.